# Wilfredo Prieto
Pour les articles homonymes, voir Prieto.
Wilfredo Prieto est un artiste conceptuel cubain né en 1978 à Sancti Spíritus (Cuba). Il est le lauréat du prix Cartier 2008.

## Histoire
Wilfredo Prieto s’est rendu à La Havane pour suivre des études d'art dans le célèbre Institute of Fine Arts (ISA), d’où il sort diplômé en peinture en 2002. 
Si le conceptualiste Marcel Duchamp figure parmi ses influences, Wilfredo Prieto n’est jamais tombé dans l’imitation ou la reproduction de formes d’art traditionnelles. Il se dégage aussi le plus possible de considérations historiques ou culturelles qui pourraient freiner sa créativité. Pour Wilfredo Prieto, La Havane  est avant tout une source d’inspiration et un sujet de référence inépuisable.
La particularité de Wilfredo Prieto est d’utiliser différents moyens d’expression et process de travail en fonction des concepts qu’il explore. 
En 2001, il réalise une composition connue sous le nom de Apolítico (Apolitique) avec 30 mâts de drapeau dépouillés de leurs couleurs habituelles. Cette œuvre a été présentée en Irlande, en Italie et en France. 
En 2004, il entrepose plus de 5 000 livres entièrement vierges dans sa Biblioteca Blanca (Bibliothèque Blanche). L’installation fut présentée aux Biennales de Singapour et de Venise, ainsi qu’en Autriche. 
Pour la Biennale de La Havane de 2006, il empile sur le plancher de l’espace d’exposition une peau de banane pourrie et un savon, le tout enduit de graisse à essieux. Wilfredo Prieto bouscule ainsi l'ordinaire jusqu'à ce qu’il devienne improbable - mais jamais impossible. 
En 2006, pour Mute (Muet), il transforme un musée d’art canadien en boîte de nuit, avec lumières disco, piste de danse… mais sans musique !
En 2007, dans une galerie d'art de Barcelone, il met un tapis au milieu du sol, ramasse tous les petits morceaux de saleté et de poussière qu'il peut trouver dans la galerie, et les place ensuite sous le tapis.
Parmi ses travaux les plus récents, on note Walking the dog and eating shit (Promener le Chien et Manger de la Merde), l’une des nombreuses expositions publiques réalisées dans le Parc Lennon (en) à La Havane.
En 2008, Wilfredo Prieto remporte le Prix Cartier, qui lui donne droit à une résidence officielle de trois mois à Londres. C’est là qu’il travaille sur son nouveau projet (Estanque - l'Étang), une installation composée de 100 barriques de pétrole recouvertes d’une couche d'eau faisant office d’habitat improvisé pour une grenouille vivante.